# ماذا يحدث (ألبوم مارفن جاي)
ماذا يحدث (بالإنجليزية:whats going on)هو ألبوم الاستوديو الحادي عشر لمغني الروح وكاتب الأغاني والمنتج الأمريكي مارفن جاي. تم إصداره في 21 مايو 1971، من قبل شركة موتاون للتسجيلات التابعة لشركة تيمل.

## شؤون الموظفين
| - All lead vocals by مارفين غاي - Produced by Marvin Gaye - Members of the Detroit Symphony Orchestra Conducted and Arranged by David Van De Pitte - Background vocals: - Marvin Gaye - The Andantes (Jackie Hicks, Marlene Barrow, and Louvain Demps) - Mel Farr، تشارلي ساندرز and Lem Barney of the ديترويت ليونز - ديف بينغ of the ديترويت بيستونز - بوبي روجرز of The Miracles - Elgie Stover - كينيث ستوفر - وتر، آلة نفخ خشبية and آلة نفخ نحاسية - Gordon Staples, Zinovi Bistritzky, Beatriz Budinzky, Richard Margitza, Virginia Halfmann, Felix Resnick, Alvin Score, Lillian Downs, James Waring – violins - Edouard Kesner, Meyer Shapiro, David Ireland, Nathan Gordon – violas - Italo Babini, Thaddeus Markiewicz, Edward Korkigan – cellos - Max Janowsky – double bass - Carole Crosby – harp - Dayna Hardwick, William Perich – flutes - Larry Nozero, Angelo Carlisi, جورج بنسون، تيت هوستون – saxophones - John Trudell, Maurice Davis – trumpets - Nilesh Pawar – أوبوا - Carl Raetz – trombone | - The Funk Brothers – Instrumentation, spoken interlude ("What's Going On") and Solo Horns - Eli Fountain – alto saxophone "What's Going On" - وايلد بيل مور – tenor saxophone "Mercy Mercy Me" - Marvin Gaye – piano, Mellotron ("Mercy Mercy Me"), box drum ("What's Going On") - جوني غريفيث – سيليستا، additional keyboards - إيرل فان ديك – additional keyboards - Jack Brokensha – فيبرافون، percussion - Joe Messina، روبرت وايت – electric guitars - James Jamerson – bass guitar "What's Going On", "What's Happening Brother", "Flyin' High", "Save the Children", "God Is Love", and the الجانب أ والجانب ب ‏ "Sad Tomorrows" - بوب بابيت – bass guitar "Mercy Mercy Me", "Right On", "Wholy Holy" and "Inner City Blues" - Chet Forest – drums - جاك أشفورد – tambourine, percussion - إدي براون – طبلة بونجو، كونغا - Earl DeRouen – bongos and congas "Right On" - Bobbye Hall – bongos "Inner City Blues" - Katherine Marking – تصميم الجرافيك - Alana Coghlan – graphic design - John Matousek – ماسترينغ صوتي - Vic Anesini – Digital Remastering - James Hendin – Photography - Curtis McNair – Art Direction |

### البوم
| لقب           | معلومة |
| ------------- | --- |
| ماذا يحدث هنا | - ألبومات البوب الأمريكية رقم 6 (1971) - ألبومات البوب الأمريكية رقم 154 (1984) - أفضل ألبومات R & B # 1 - أفضل 100 ألبوم في كندا رقم 37 |

### الاغاني الفردية
| لقب | معلومة |
| --- | --- |
| " What Going On " / "God Is Love" (نسخة بديلة)                                                         | - تملا عزباء 54201 20 يناير 1971[بحاجة لمصدر] - بيلبورد بوب الفردي # 2[بحاجة لمصدر] - أغاني R &amp; B الأمريكية رقم 1[بحاجة لمصدر] - أفضل أغاني فردية في كندا # 76   |
| " Mercy Mercy Me (The Ecology) " / "Sad Tomorrows" (نسخة بديلة من "Flyin 'High (In the Friendly Sky)") | - تاملا عزباء 54207، 10 يونيو 1971[بحاجة لمصدر] - أغاني البوب الأمريكية رقم 4[بحاجة لمصدر] - أغاني R & B الأمريكية رقم 1[بحاجة لمصدر] - أفضل أغاني فردية في كندا # 9 |
| " مدينة البلوز الداخلية (Make Me Wanna Holler) " / "Wholy Holy"                                        | - تملا عزباء 54209 16 سبتمبر 1971[بحاجة لمصدر] - أغاني البوب الأمريكية رقم 9[بحاجة لمصدر] - أغاني R & B الأمريكية رقم 1[بحاجة لمصدر] - كندا أفضل الفردي # 29         |

## الشهادات
| المنطقة                                                          | شهادة         | الوحدات المصدقة/مبيعات                                         |
| ---------------------------------------------------------------- | ------------- | -------------------------------------------------------------- |
| [ 7 ]                                                            | {{{الجائزة}}} | خطأ في التعبير: معامل مفقود للعامل *.قالب:إدخال جدول شهادة/قدم |
| [ 8 ]                                                            | {{{الجائزة}}} | خطأ في التعبير: معامل مفقود للعامل *.قالب:إدخال جدول شهادة/قدم |
| *المبيعات بناء على الشهادة وحدها ^الشحنات بناء على الشهادة وحدها |               |                                                                |

## روابط خارجية
- What's Going On – a list of accolades at Acclaimed Music
- What's Going On على Discogs (قائمة بالإصدارات)